# Książęta głogowsko-żagańscy
Książęta głogowsko-żagańscy

## Książęta głogowscy
- Konrad Laskonogi (1177–1180/1190)

z wrocławskiego
- 1248–1273/1274 – Konrad I (syn Henryka II Pobożnego, 1248–1251 współrządca w Legnicy i Głogowa, w wyniku podziału 1251 Głogów, Ścinawa, Żagań)
- 1273/1274–1309 – Henryk III (syn, w wyniku podziału 1278 Głogów, od 1291 ponownie Ścinawa, od 1294 Oleśnica, Namysłów, od 1296 Przemęcie i Zbąszyniu, od 1304 ponownie Żagań, od 1306 w Wielkopolsce)
- 1278–1289 – Przemko ścinawski (brat, 1278–1284 Żagań, od 1284 Ścinawa)
- 1278–1304 – Konrad II Garbaty (brat, 1278–1284 Ścinawa, od 1284 Żagań)
- 1309–1342 – Henryk IV Wierny (syn Henryka III, 1309–1312 współrządy z braćmi z Konradem i Bolesławem nad całością (z wyjątkiem Głogowa), 1312–1317 z Janem i Przemkiem w wyniku podziału nad Żaganiem i Ścinawą, 1312–1314 z Janem i Przemkiem współrządy księstwem poznańskim, 1317–1321 w wyniku podziału rządy nad Żaganiem i 1318–1321 nad Głogowem, wraz z bratem Przemkiem, 1321 ostateczny podział w wyniku którego książę żagański, od 1329 dziedziczny lennik czeski)
- 1309–1318 – Matylda brunszwicka (matka, oprawa wdowia na Głogowie)
- 1312–1363 – Jan (syn, 1312–1317 z braćmi Henrykiem IV i Przemkiem współrządy nad Żaganiem i Ścinawą, 1312–1314 w Poznaniu, od 1317 samodzielny książę ścinawski, od 1329 dziedziczny lennik czeski, od 1363 Ścinawa połączona z Żaganiem)
- 1312–1331 – Przemko (brat, 1312–1317 z braćmi Henrykiem IV i Janem w, Żaganiu i Ścinawie, 1312–1314 w Poznaniu 1317–1321 z bratem Henrykiem IV w Żaganiu, 1318–1321 dodatkowo w Głogowie, od 1321 samodzielny książę głogowski)

Od 1331 – Głogów w koronie czeskiej

## Książętażagańscy(głogowsko-żagańscy)
- 1342–1369 – Henryk V Żelazny (syn Henryka IV, od 1344 dziedziczny lennik czeski, od 1349 na połowie Głogowa, od 1363 na połowie Ścinawy)
- 1369–1393 – Henryk VI żagański (syn Henryka V, w wyniku podziału 1378 w Żaganiu, Krośnie i Świebodzinie)
- 1393–1403 – Jadwiga legnicka (żona Henryka VI, oprawa wdowia na Żaganiu, Krośnie i Świebodzinie)
- 1369–1395 – Henryk VII Średni (Rumpold) (syn Henryka V), w wyniku podziału 1378 w Głogowie, Ścinawie i Bytomiu Odrzańskim (właściciel połowy tych ziem, druga w posiadaniu Czech)
- 1369–1397 – Henryk VIII Wróbel (syn Henryka V, w wyniku podziału w Zielonej Górze, Szprotawie, Kożuchowie, Przemkowie i Sulechowie, od 1395 właściciel połowy Głogowa, Ścinawy i Bytomia Odrzańskiego, od 1397 przejście Ścinawy pod rządy linii oleśnickiej)
- 1397–1420 – Katarzyna opolska (żona Henryka VIII, oprawia wdowia na Zielonej Górze i Kożuchowie)

## Książętażagańscy
- 1397–1401 – Ruprecht I legnicki (szwagier Henryka VIII, regent w Głogowie i Żaganiu)

- 1401–1439 – Jan I (syn Henryka VIII i Katarzyny), od 1401 formalne współrządy z braćmi w Szprotawie, Przemkowie, Sulechowie, połowie Głogowa, Ścinawy i Bytomia Odrzańskiego, od 1403 dodatkowo w Żaganiu, Krośnie i Świebodzinie, od 1412/1413 w wyniku podziału książę żagański, od 1413 w Przewozie
- 1439–1463 – Scholastyka Saska (żona Jana I, początkowo na wygnaniu, a od 1439 oprawa wdowia na Nowogrodzie Bobrzańskim)
  - 1439–1472 – Baltazar (syn Jana I i Scholastyki, od 1439 współrządy z braćmi, od 1449 książę żagański wraz z Rudolfem, od 1454 samodzielnie, 1461–1467 na wygnaniu, usunięty, zm. 1472)
  - 1439–1454 – Rudolf (brat, od 1439 współrządy z braćmi, od 1449 razem z Baltazarem książę żagański, zm. 1454)
  - 1439–1472 – Wacław (brat, od 1439 współrządy z braćmi, od 1449 z Janem II książę na Przewozie, od 1454 z powodu choroby psychicznej pod kuratelą brata Jana II, 1476 zrzekł się praw do Głogowa, zm. 1488)
  - 1439–1472 – Jan II Szalony (brat, do 1449 pod opieką braci, od 1449 z Wacławem, książę na Przewozie (faktyczne rządy), od 1461 w Nowogrodzie Bobrzańskim, 1461–1467 i 1472 w Żaganiu, abdykował, 1476–1488 książę na Głogowie, Kożuchowie i Szprotawie, usunięty, ok. 1497–1504 w Wołowie)

od 1472 – księstwo żagańskie wraz z Przewozem, sprzedane przez Jana II, pod rządami Wettynów (jako lenników czeskich).
- 1553–1558 – Jerzy Fryderyk Hohenzollern

### Promnitzowie
- 1558–1562 – Baltazar von Promnitz, biskup wrocławski
- 1562–1597 – Zygfryd von Promnitz
- 1597–1601 – Anzelm von Promnitz

W latach 1601–1627 – część Austrii
- 1627–1634 – Albrecht Wacław Euzebiusz von Wallenstein

W latach 1634–1646 – część Austrii

### Lobkowicze
- 1646–1677 – Wacław Franciszek Euzebiusz von Lobkowitz
- 1677–1715 – Ferdynand August Leopold von Lobkowitz
- 1715–1734 – Filip Hiacynt von Lobkowitz
- 1734–1739 – Wacław Ferdynand Karol von Lobkowitz
- 1734–1784 – Ferdynand Filip Józef von Lobkowitz
- 1784–1785 – Józef Franciszek Maksymilian von Lobkowitz
  - 1785 – Fryderyk Ludwik Hohenlohe

### Bironowie
- 1785–1800 – Piotr Biron
- 1800–1839 – Wilhelmina Biron
- 1839–1845 – Paulina Biron

### Talleyrand-Périgord

Herb rodowy de Talleyrand-Périgord

- 1845–1861 – Dorota de Talleyrand-Périgord
- 1861–1898 – Ludwik Napoleon de Talleyrand-Périgord
- 1898–1906 – Boson I de Talleyrand-Périgord
- 1906–1910 – Hélie de Talleyrand-Périgord
- 1910–1929 – Howard Maurice de Talleyrand-Périgord
- 1929–1935 – Boson II de Talleyrand-Périgord Valencay

w 1935 – władze III Rzeszy skonfiskowały Żagań

## Księstwogłogowskie
- 1397–1401 – Ruprecht I legnicki (szwagier Henryka VIII, regent w Głogowie i Żaganiu)
- 1401–1467 – Henryk IX Starszy (syn Henryka VIII, w wyniku podziału w 1412/1413 razem z młodszymi braćmi książę na Szprotawie, Krośnie, Świebodzinie i połowie Głogowa, od 1417/1418 w wyniku podziału wraz z bratem Henrykiem X książę na Szprotawie i połowie Głogowa, od 1420 dodatkowo na Kożuchowie i Zielonej Górze z bratem Henrykiem X, po śmierci Henryka X w 1423 samodzielnie, od 1430/1431 ponownie w Krośnie i Świebodzinie, od 1446 w Lubinie)
  - 1467–1476 – Henryk XI (syn Henryka IX)
- 1412/1413–1423 – Henryk X Młodszy Rumpold (syn Henryka VIII, współrządy z bratem Henrykiem IX w Głogowie)
- 1412/1413–1430/1431 – Wacław (syn Henryka VIII, od 1412/1413 z braćmi Henrykiem IX i X, od 1417/1418 samodzielnie w Krośnie i Świebodzinie)
- 1476–1488 – Jan II Szalony (wnuk Henryka VIII, usunięty, zm. 1504)
- 1488–1490 – Jan Korwin (syn Macieja Korwina)
- 1491–1498 – Jan Olbracht
- 1498–1499 – Dionizy z Zahradku, starosta króla czeskiego Władysława Jagiellończyka
- 1499–1506 – Zygmunt I Stary